# Latvijas Sieviesu Nacionālā līga
Latvijas Sieviesu Nacionālā līga, var en organisation för kvinnors rättigheter i Lettland, grundad 1917. 
Kvinnors rättigheter började debatteras som en del av nationaliströrelsen under 1880-talet, men några politiska föreningar kunde inte grundas i Lettland förrän efter införandet av parlamentarism i Ryssland 1905. Ett antal mindre kvinnoföreningar grundades under följande år, men var enfrågeföreningar och blev inga nationella föreningar. 
Föreningen grundades av nationellt intresserade lettiska kvinnor i Petrograd i Ryssland 1917. Efter Lettlands självständighet återupptog föreningen sin verksamhet och grundades på nytt i Riga 1922. År 1925 blev föreningen en del av paraplyorganisationen Latviesu Sieviesu Organizāciju Padome, som blev Lettlands ledande kvinnoförening, och verkade genom denna. 
Föreningen var Lettlands representant i International Council of Women. 